# Selección femenina de balonmano playa de España
La Selección femenina de balonmano playa de España es la sección femenina absoluta de las mejores jugadoras de Balonmano playa de España. Está dirigida por la Real Federación Española de Balonmano.

## Historial

### Mundiales
- 2004 - No participó
- 2006 - No participó
- 2008 -  Medalla de plata
- 2010 - 9.º puesto
- 2012 - No participó
- 2014 - 5.º puesto
- 2016 -  Medalla de oro[2]
- 2018 - 4.º puesto
- 2022 -  Medalla de plata
- 2024 - 5.º puesto

### Europeos
- 2000 - 8.º puesto
- 2002 - 8.º puesto
- 2004 - 8.º puesto
- 2006 - 7.º puesto
- 2007 - 7.º puesto
- 2009 - Cuartos de final
- 2011 - 6.º puesto
- 2013 - 5.º puesto
- 2015 - 4.º puesto
- 2017 -  Medalla de bronce
- 2019 - 5.º puesto
- 2021 -  Medalla de bronce
- 2023 -  Medalla de bronce[3]
- 2025 -  Medalla de oro[4]

### Juegos Europeos
- 2023 -  Medalla de plata[5]

### Juegos Mediterráneos de Playa
- 2023 -  Medalla de oro[6]

### Juegos Mundiales
- 2017 -  Medalla de bronce[7]
- 2025 -  Medalla de bronce[8]

### Juegos Mundiales de Playa
- 2019 - 8.º puesto

### IHF Global Tour
- 2022 -  Medalla de oro
- 2024 -  Medalla de plata[9]

## Última convocatoria
Las Guerreras de la Arena convocadas para el Campeonato de Europa de 2025.
| Nombre                             | Posición     | Equipo                                | Internacional |
| ---------------------------------- | ------------ | ------------------------------------- | ------------- |
| Miriam Sempere Agullo              | Portería     | Club Balonmano Torreón de Benalmádena | 54            |
| Asun Batista Portero               | Pivote       | Club Balonmano San Fernando           | 141           |
| Malena Díaz Coppens                | Ala          | Club Balonmano Playa Ciudad de Málaga | 30            |
| Alba Díaz González                 | Ala          | Club Balonmano San Fernando           | 97            |
| Patricia Encinas Guardado          | Portería     | C.B. Getasur                          | 145           |
| Mariam González Llambrich          |              | Club Balonmano Playa Ciudad de Málaga | 8             |
| Violeta González Poudereux         | Defensora    | Club Balonmano San Fernando           | 92            |
| Sara Hernández Torrico             | Especialista | Club Balonmano San Fernando           | 77            |
| Jimena Laguna                      | Universal    | Club Balonmano San Fernando           | 72            |
| Gemma del Pilar Sánchez Florentino | Defensora    | A.M. Team Almería                     | 63            |
| Mireia Torras Parera               |              | ARHS Team                             | 50            |
| María Trujillo Arteaga             |              | Club Balonmano Playa Ciudad de Málaga | 13            |

## Jugadoras históricas
Datos actualizados al 22 de agosto de 2024
| Pos. | Jugadora                   | Partidos |
| ---- | -------------------------- | -------- |
| 1    | Patricia Encinas           | 141      |
| 2    | Asun Batista Portero       | 137      |
| 3    | Luisa García Toro          | 113      |
| 4    | Susana Martínez Calatayud  | 97       |
| 5    | Alba Díaz González         | 97       |
| 6    | Llanos Trigueros Martínez  | 93       |
| 7    | Patricia Conejero Galán    | 92       |
| 8    | Violeta González Poudereux | 72       |
| 9    | Anna Pi Sola               | 73       |
| 10   | Sara Hernández Torrico     | 73       |
| 11   | María José Moreno Triviño  | 71       |
| 12   | Jimena Laguna              | 68       |
| 13   | Inma Navarrete             | 60       |

| Pos. | Jugadora                   | Tantos |
| ---- | -------------------------- | ------ |
| 1    | Asun Batista Portero       | 1283   |
| 2    | Alba Díaz González         | 777    |
| 3    | Jimena Laguna              | 624    |
| 4    | María José Moreno Triviño  | 537    |
| 5    | Patricia Conejero Galán    | 418    |
| 6    | Anna Pi Sola               | 399    |
| 7    | Susana Martínez Calatayud  | 371    |
| 8    | Jennifer Gutierrez Bermejo | 361    |
| 9    | Sara Hernández Torrico     | 331    |
| 10   | Noelia Fornell Muñoz       | 314    |
| 11   | Raquel Caño Domínguez      | 300    |
| 12   | Yolanda García Cantero     | 266    |

Nota: En negrita jugadoras en activo

### Campeonas del Mundo de balonmano playa 2016
En 2016, el equipo dirigido por Dani Lara se proclamó campeón en el Mundial celebrado en Budapest, estaba formado por:
| Guardametas - Patricia Encinas (BM Getasur) Portera - Silvia Lladró (Las Trufis) Portera Alas - Patricia Conejero (Club Balonmano Playa Algeciras) - Raquel Caño (Ciudad de Málaga - Mijas) Defensoras - Luisa García Toro (Club Balonmano Playa Algeciras) | Especialistas - Ivet Musons (DyE Clínicas Rincón) - Inma Navarrete (Ciudad de Málaga – Mijas) - Jennifer Gutierrez (DyE Clínicas Rincón) Pivotes - Andrea Sánchez (Club Balonmano Playa Algeciras) - Asun Batista (Club Balonmano Playa Algeciras) |

### Subcampeonas del Mundo de balonmano playa 2008
En 2008, el equipo dirigido por Pedro Moreno se proclamó subcampeón del mundo en Cádiz, estaba formado por:
| Guardametas - Llanos Trigueros - Alicia Rodríguez Alas - Imma Navarro - Susana Martínez - Largui - Noelia Fornell | Pivotes - Pepa Moreno - Anna Pi (pivote) Especialista - María Fernández ‘Marikilla’ - Marta Mangué Especialista defensora - Adriana López |

### Campeonas de Europa de balonmano playa 2025
En 2025, el equipo dirigido por Juan Pablo Morillo se proclamó campeón de Europa en Turquía, estaba formado por:
| Guardametas - Patricia Encinas Guardado - Miriam Sempere Agulló Especialistas - Sara Hernández Torrico - Mireia Torras Parera Pivote - María Asunción Batista Portero | Especialistas defensivas - María Trujillo Arteaga - Gemma Sánchez Florentino - Violeta González Poudereux Alas - Jimena Laguna Contreras - Mariam González Llambrich - Alba Díaz González - Malena Díaz Coppens |

## Categorías inferiores
| Selección Sub-19 - Europeo Sub-19: - Subcampeona (1): 2015 Selección Sub-18 - Juegos Olímpicos de la Juventud: | Selección Sub-17 - Mundial Sub-17: - Campeona (2): 2022, 2025 - Europeo Sub-17: - Campeona (2): 2019, 2025 - Tercer puesto (1): 2021 Selección Sub-16 - Europeo Sub-16: - Subcampeona (2): 2016, 2022 |